# Vapen & ammunition
Vapen & ammunition (en sueco "Arma y munición") es un álbum de 2002 de la banda sueca Kent.

## Lista de canciones
1. "Sundance Kid" – 5:09
2. "Pärlor" (Perlas) – 3:56
3. "Dom andra" (Los otros) – 3:46
4. "Duett" (Dueto) (con Titiyo) – 4:42
5. "Hur jag fick dig att älska mig" (Cómo conseguí que me amaras) – 5:22
6. "Kärleken väntar" (El amor espera) – 3:59
7. "Socker" (Azúcar) – 5:35
8. "FF" – 4:13
9. "Elite" – 6:05
10. "Sverige" (Suecia) – 2:59

## Sencillos
- "Dom andra"
- "Kärleken väntar"
- "FF / VinterNoll2"

## Créditos
- Joakim Berg – voz principal, guitarras, compositor principal
- Martin Sköld – bajo, teclados
- Sami Sirviö – guitarra principal, teclados, órgano, sintetizadores
- Harri Mänty – guitarra rítmica, percusión, programador
- Markus Mustonen – batería, coros, teclados, piano

### Músicos adicionales
- Martin Von Schmalensee – slide (en la canción #), guitarra acústica (en la canción #9)
- Titiyo – voz (en la canción #4)
- Nancy Danino – voz (en la canción #8)
- Henrik Rongedal, Ingela Olson, Jessica Pilnäs, Niklas Gabrielsson – coros (en la canción #9)
- Thobias Gabrielsson – arreglista de segunda voz (en la canción #9)
- Jojje Wadenius – guitarra acústica (en la canción #10)

- Datos: Q1755642